# Hans Jeschonnek
Hans Jeschonnek (n. 9 aprilie 1899, Inowrocław, Imperiul German – d. 18 august 1943, Robinson complex⁠(d), Warmia și Mazuria, Polonia) a fost un general de aviație german și șef al Statului Major General al Luftwaffe în timpul celui de-al Doilea Război Mondial. S-a sinucis în august 1943, după ce a ordonat în mod eronat artileriei antiaeriene să deschidă focul asupra avioanelor de vânătoare germane adunate lângă Berlin, crezând că sunt bombardiere inamice.

## Începuturile carierei militare
Jeschonnek s-a născut în provincia prusacă Posen, ca fiu al unui profesor. A studiat la Școala de cadeți de la Lichterfelde și a fost înaintat la gradul de leutnant în 1914. Și-a început cariera de aviator în 1917. La sfârșitul Primului Război Mondial Jeschonnek avea două avioane inamice doborâte și fusese decorat cu Crucea de Fier clasa a II-a și clasa I. După înființarea Reichswehr Jeschonnek a fost membru al forțelor de cavalerie ale Reichswehr care au înăbușit Insurecțiile din Silezia. Apoi a lucrat în cadrul Departamentului Artileriei sub comanda lui Kurt Student și a urmat studii pentru ofițerii de stat major, pe care le-a absolvit în 1928.
După absolvire, Jeschonnek a lucrat într-un departament al Ministerului de Război care se ocupa cu construirea avioanelor interzise prin Tratatul de la Versailles. În 1933 a devenit aghiotant al secretarului de stat Erhard Milch din Ministerul Aviației și a fost un protejat al strategului militar Walther Wever. A fost avansat căpitan în Escadrila de Bombardiere 152 în martie 1934 și maior la 1 aprilie 1935. Jeschonnek a fost apoi comandant al Grupului de Antrenament III din Zona Administrativă Aeriană I Greifswald, care a testat avioane, în perioada 1 octombrie 1936 - 1 octombrie 1937. În ultimul an s-a întors în Ministerul Aviației și a fost promovat locotenent-colonel. Jeschonnek a devenit șeful Biroului Operațiuni din Statul Major al Luftwaffe la 1 februarie 1938 și a fost avansat la gradul de colonel (Oberst) în luna noiembrie a aceluiași an. La 1 februarie 1939 Jeschonnek l-a înlocuit pe Hans-Jürgen Stumpff ca șef al Statului Major General al Luftwaffe, ocupând această funcție până la moartea sa. La 14 august 1939 a fost promovat la gradul de general-maior.

## Activitatea sa în cel de-al Doilea Război Mondial
În prima zi a invadării Poloniei cu care a început cel de-al Doilea Război Mondial, Jeschonnek a solicitat Ambasadei Germaniei de la Moscova să ceară ca Uniunea Sovietică să își păstreze postul de radio de la Minsk, pentru ca piloții germani să-l poată folosi în scopuri de navigație împotriva țintelor poloneze. A fost decorat cu Crucea de Cavaler al Crucii de Fier la 27 octombrie 1939, după înfrângerea Poloniei. Odată cu succesele obținute de Luftwaffe în Polonia și în cursul Bătăliei Franței, Jeschonnek a fost promovat la gradul de General der Flieger la 19 august 1940, sărind peste gradul de Generalleunant.
Deși Luftwaffe a avut un mare succes în timpul invaziei Poloniei și a Bătăliei Franței, logistica slabă a Luftwaffe a ieșit în evidență în timpul campaniilor împotriva Marii Britaniiși a Uniunii Sovietice, precum și a campaniei din Marea Mediterană, rezultând mari pierderi de materiale și de personal. Jeschonnek și Hermann Göring au fost învinovățiți că au subestimat logistica necesară în acele campanii. Deoarece Marea Britanie continua să reziste „Blitzkrieg-ului”, Jeschonnek a sugerat în septembrie 1940 că Luftwaffe ar trebui să bombardeze suburbiile rezidențiale din Londra, sugestie respinsă de Adolf Hitler. În ciuda eșecului înregistrat de Luftwaffe în Bătălia Angliei, Jeschonnek a fost promovat la gradul de Generaloberst la 1 martie 1942. 

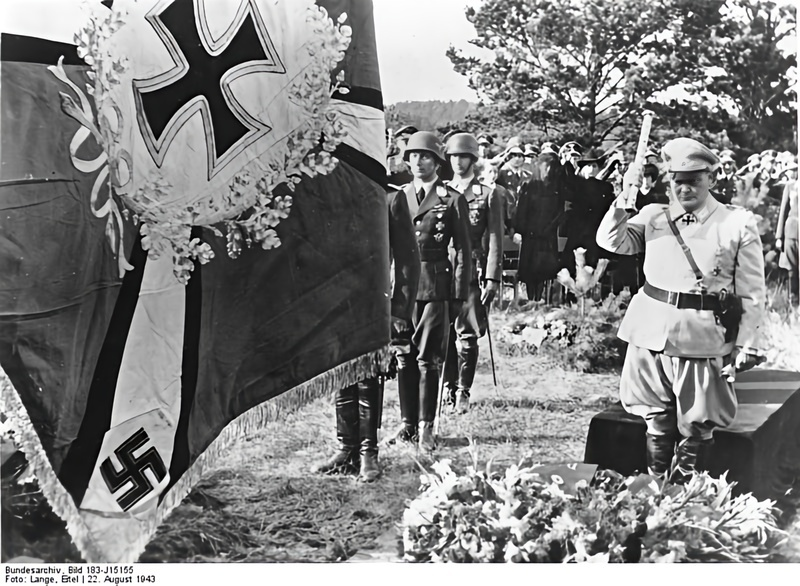
Hermann Göring la funeraliile lui Jeschonnek

Complet devotat lui Hitler și înfruntându-se cu Milch și Göring, Jeschonnek a primit multe critici din partea lui Hitler din cauza scăderii capacității de luptă a Luftwaffe în timpul războiului. Feldmareșalul Albert Kesselring a explicat:
| “ | În timpul războiului, personalitatea cea mai impresionantă din rândul șefilor Statului Major General era Generaloberst Jeschonnek - o persoană energică și neobișnuit de inteligentă. Însă nici măcar Jeschonnek nu era suficient de puternic pentru a i se opune cu succes lui Göring (uneori el a reușit să i se opună lui Hitler) în chestiuni de o importanță decisivă. Lipsa foarte clară a armoniei a determinat un impas al coordonării. | ” |

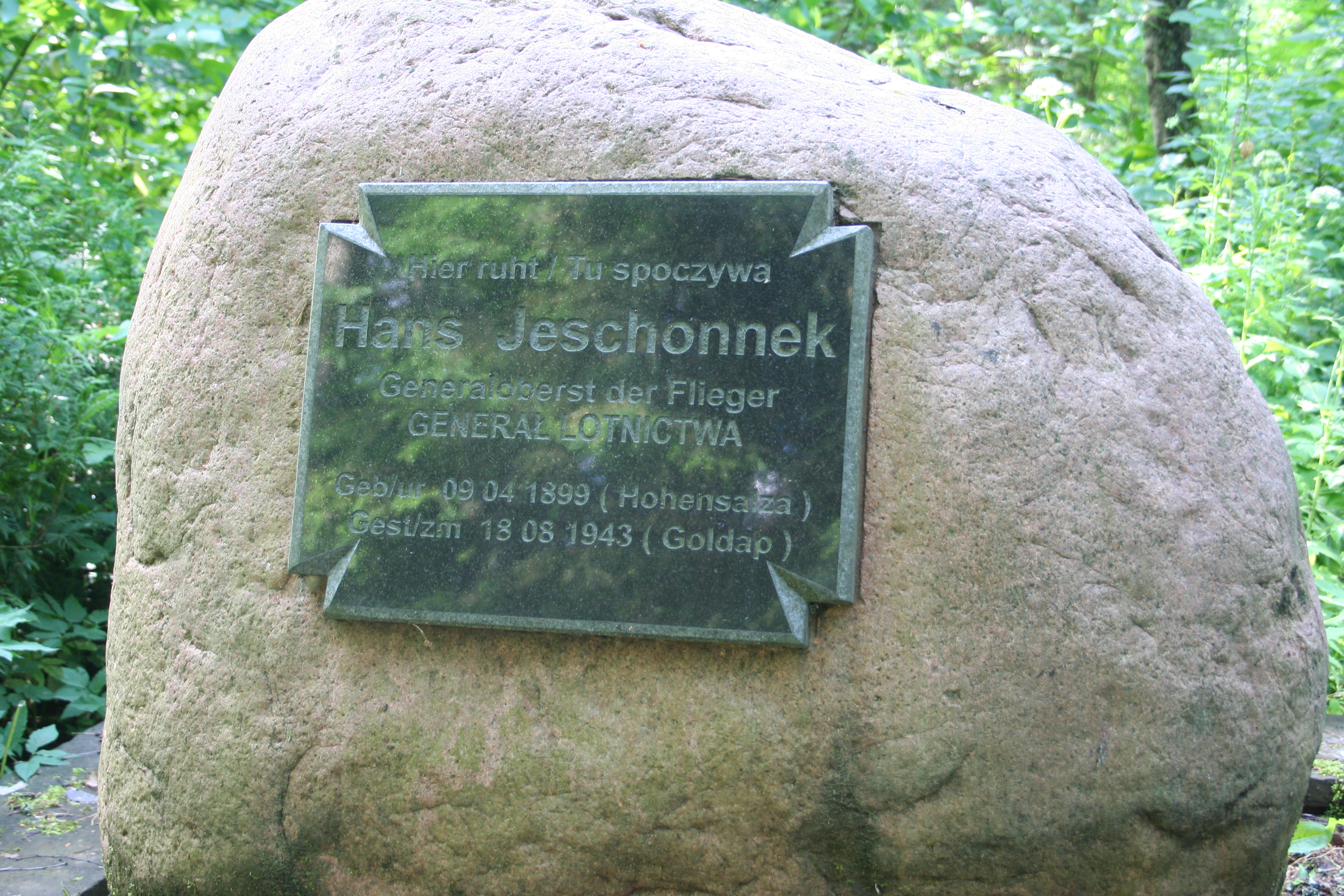
Mormântul lui Jeschonnek din Gołdap, Voievodatul Varmia și Mazuria, Polonia.

În cadrul operației Crossbow, raidurile de bombardament aliate au lovit Peenemünde în noaptea de 17-18 august 1943; Jeschonnek a ordonat unității de apărare antiaeriană de la Berlinul să deschidă focul asupra a 200 de avioane de vânătoare germane, crezând că sunt bombardiere inamice, care se adunaseră din greșeală lângă capitala Reichului. Atunci când și-a dat seama de greșeala pe care a săvârșit-o, Jeschonnek s-a împușcat pe 18 august 1943 în cartierul general Lager Robinson al Luftwaffe din Goldap, Prusia de Est. După moartea sa, i-a succedat General der Flieger Günther Korten și, simultan, colonelul (Oberst) Eckhard Christian a fost mutat în departamentul Führungstab (departamentul pentru coordonarea  operațiunilor aeriene). Un an mai târziu, la 1 septembrie 1944, acesta din urmă a fost avansat la gradul de Generalmajor și șef al Führungstab la cererea lui Hitler.

## Decorații
- Ordinul „Steaua României” cu spade clasa I, cu panglica de „Virtutea Militară” (14 octombrie 1941) „pentru merite excepționale dovedite în operațiunile contra bolșevicilor”[11]
- Ordinul „Virtutea Aeronautică” de război cu spade, clasa Comandor (6 noiembrie 1941)[12]
- Ordinul Militar „Mihai Viteazul”, cl. III-a (7 noiembrie 1941) „pentru modul strălucit cu care a contribuit la conducerea operațiunilor victorioase ale armatei aeriene a Reichului”[13]